# Speaking in Code
Speaking in Code ist eine Dokumentation im Bereich der elektronischen Tanzmusik.
Die Dokumentation entstand unter der Regie der aus San Francisco stammenden Amy Grill und ihrem Ehemann DJ David Day. Er wurde in 11 verschiedenen Städten und 5 Staaten gedreht.
Der Film versucht, die Welt der elektronischen Musik zu durchleuchten.
Zu sehen sind unter anderem Interviews mit Techno-Produzenten und DJs wie Ellen Allien, Akufen, Tobias Thomas, Wighnomy Brothers und Sascha Funke.
Der Soundtrack wurde unter anderem von Modeselektor, The Field, Gui Boratto und Superpitcher produziert.
Die Premiere von Speaking in Code fand am 23. April 2009 auf dem Boston Film Festival statt. Daneben hat das Goethe-Institut in China gemeinsam mit „Intro 2009“ und dem Kölner c/o pop Musikfestival den Film in China uraufgeführt. Die Doku ist im April 2010 auch auf DVD erschienen.
Zudem war der Film ab dem 26. Juli 2010 in 15 Einzelfolgen auf dem Webserien-Portal 3min.de zu sehen.